# 錦山警察署
錦山警察署（クムサンけいさつしょ）は、忠南地方警察庁所管の警察署である。

## 管轄区域
- 錦山郡

## 沿革
- 1945年10月21日- 開署
- 1963年1月1日 - 錦山郡が全羅北道から忠清南道へ所属が変更になったのに伴い全羅北道警察局から忠清南道警察局に変更

## 管轄地区隊
- 進楽地区隊
- 鳳凰地区隊

## 管轄派出所
- 秋富派出所
- 珍山派出所
- 福寿派出所

## 管轄治安センター
- 南二治安センター
- 錦城治安センター
- 富利治安センター
- 南一治安センター
- 郡北治安センター